# Sveštica
Sveštica (izvirno srbsko Свештица) je naselje v Srbiji, ki upravno spada pod Občino Ivanjica; slednja pa je del Moraviškega upravnega okraja.

## Demografija
V naselju, katerega izvirno (srbsko-cirilično) ime je Свештица, živi 953 polnoletnih prebivalcev, pri čemer je njihova povprečna starost 35,6 let (34,5 pri moških in 36,7 pri ženskah). Naselje ima 356 gospodinjstev, pri čemer je povprečno število članov na gospodinjstvo 3,53.
To naselje je, glede na rezultate popisa iz leta 2002, večinoma srbsko.
|  |

| Demografija | Demografija     | Demografija     |
| Leto        | Št. prebivalcev | Št. prebivalcev |
| ----------- | --------------- | --------------- |
|             |                 |                 |
|             |                 |                 |
|             |                 |                 |
|             |                 |                 |
| 1948        | 879             |                 |
| 1953        | 1019            |                 |
| 1961        | 934             |                 |
| 1971        | 835             |                 |
| 1981        | 830             |                 |
| 1991        | 1103            | 1087            |
| 2002        | 1265            | 1258            |
|             |                 |                 |

| Etnična sestava po popisu iz leta 2002 | Etnična sestava po popisu iz leta 2002 | Etnična sestava po popisu iz leta 2002 | Etnična sestava po popisu iz leta 2002 | Etnična sestava po popisu iz leta 2002 |
| -------------------------------------- | -------------------------------------- | -------------------------------------- | -------------------------------------- | -------------------------------------- |
| Srbi                                   | Srbi                                   |                                        | 1.227                                  | 97,53%                                 |
| Hrvati                                 | Hrvati                                 |                                        | 1                                      | 0,07%                                  |
| Jugoslovani                            | Jugoslovani                            |                                        | 1                                      | 0,07%                                  |
| Neznano                                | Neznano                                |                                        | 10                                     | 0,79%                                  |